# رائول لامبر

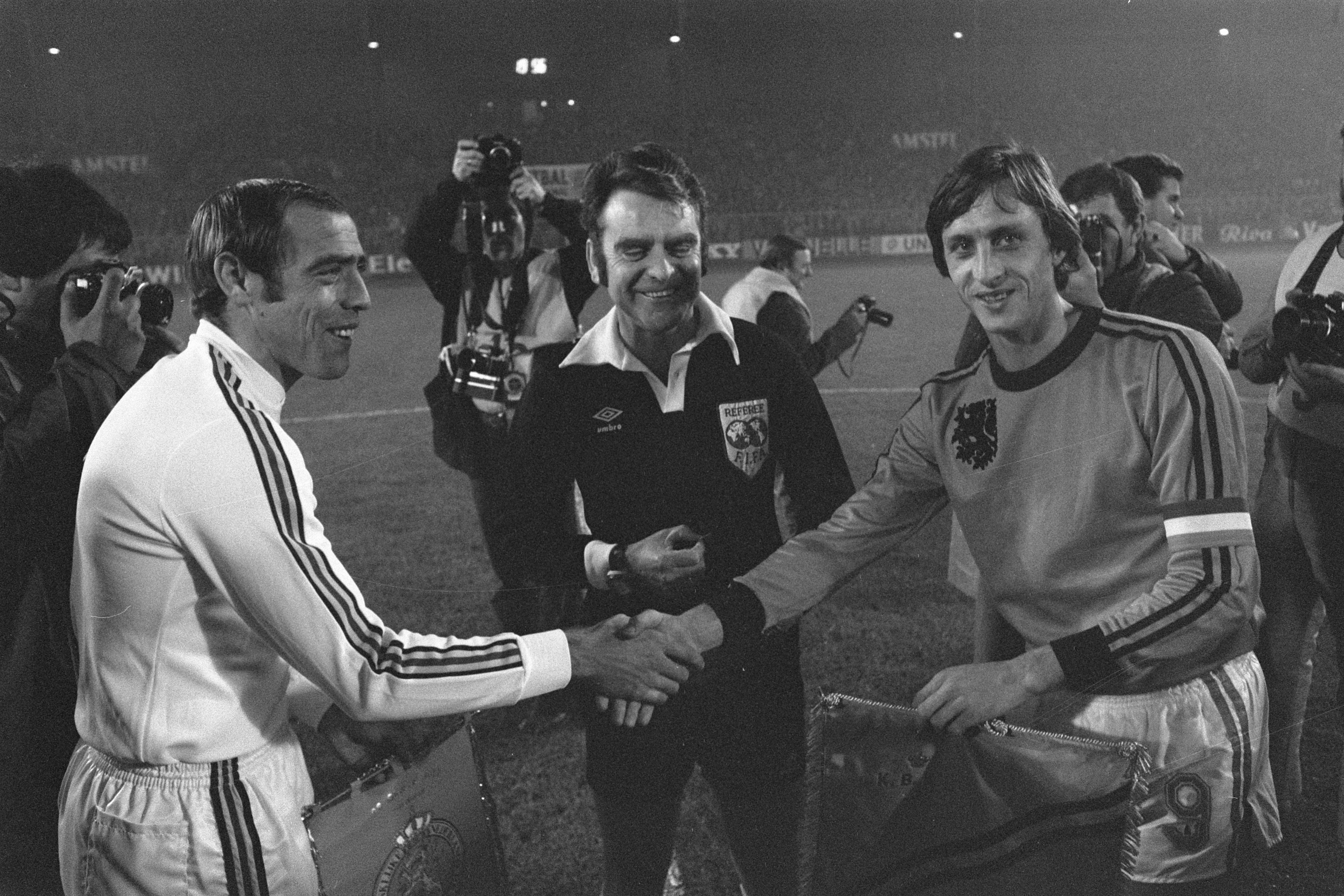
لمبرت (سمت چپ) با یوهان کرایف در ۱۹۷۷

رائول لمبرت (به انگلیسی: Raoul Lambert) بازیکن فوتبال اهل بلژیک و عضو تیم ملی فوتبال بلژیک است که در تاریخ ۲۰ آوریل ۱۹۶۶ میلادی اولین بازی ملی‌اش را مقابل تیم ملی فوتبال فرانسه انجام داد. او در ۳۳ بازی ملی حضور داشت و جمعاً ۲۷۴۵ دقیقه برای تیم ملی فوتبال بلژیک به میدان رفت. رائول لمبرت آخرین بازی ملی خود را در تاریخ ۲۶ اکتبر ۱۹۷۷ میلادی در برابر تیم ملی فوتبال هلند انجام داد. وی طی ۳۳ بازی ملی‌اش، ۱۸ گل به ثمر رساند.